# 6537 Adamovich
6537 Adamovich (1979 QK6) là một tiểu hành tinh vành đai chính được phát hiện ngày 19 tháng 8 năm 1979 bởi Chernykh, N. S. ở Nauchnyj.